# アルトゥール・アルトゥゾフ
アルトゥール・フリスティアノヴィチ・アルトゥゾフ（ロシア語: Артур Христианович Артузов, 1891年2月 - 1937年8月21日）は、ソビエト連邦の職業的諜報員、チェキスト。軍団委員。諜報組織の幹部を歴任するも大粛清によって、失脚・処刑された。
本姓はフラウチ（ロシア語: Фраучи）。

## 経歴
トヴェリ県カシン郡ウスチノヴォ村出身。父親は、イタリア系でスイスからの移住者で、チーズ製造人だった。1917年、ペトログラード工科大学を卒業。革命前からM.ケドロフと、彼の叔母と結婚したN.ポドヴォイスキと知り合いだった。1917年2月からニジニー・タギル、ペトログラードで設計技師として働く。
1917年12月、ロシア社会民主労働党（ボリシェビキ）に入党し、陸軍・艦隊復員局物資・機材補給課書記となる。1918年3月からヴォログダで軍務人民委員部監査委員会書記。同年8月～9月、破壊工作パルチザン支隊を指揮し、ロシア北部の敵後方で行動した。同年、東部戦線北東区域の補給問題に従事し、12月から政治委員兼防諜課長。
1919年1月、チェーカー機関に移り、同年5月、特別課特別全権代表に任命。1919年～1922年、チェーカー特別課アクティブ班長兼副課長。1922年7月～11月、ソ連OGPU防諜課長となり、国外で一連の秘密作戦を遂行した。アルトゥゾフは、政治扇動のプロで、GPUがでっち上げた偽反ソ組織により白軍移民を誘引・撃滅したトレスト作戦等の指導者の1人だった。彼の作戦により、ボリス・サヴィンコフ等の白軍活動家がソ連におびき寄せられて、逮捕された。
1927年7月からOGPU秘密作戦局長第二補佐。1931年1月からOGPU外国課副課長、同年7月から課長。ソビエト諜報部の草分けとみなされ、ゲンリフ・ヤーゴダと対立していた。1934年7月のソ連内務人民委員部創設の際、対外諜報の長に留まったが、1935年5月にアブラム・スルツキーと交代し、情報総局副総局長となった。1937年1月に解任され、同年5月13日、国家保安総局第8（登録）課科学職員（課長級）に任命されたが、同日に逮捕された。1937年8月21日、死刑を言い渡され、即日執行された。
1956年、名誉回復。

## パーソナル
赤旗勲章、「名誉チェキスト」記章2個を受賞。